# Safim
Safim är en ort i Guinea-Bissau. Den ligger i Biomboregionen i den västra delen av landet, 11 km norr om huvudstaden Bissau. Folkmängden uppgår till cirka 3 000 invånare.

## Geografi
Safim ligger 31 meter över havet. Terrängen runt Safim är platt. Runt Safim är det ganska tätbefolkat, med 222 invånare per kvadratkilometer. Närmaste större samhälle är Bissau, 11,2 km sydost om Safim. Omgivningarna runt Safim är en mosaik av jordbruksmark och naturlig växtlighet.